# Julen Guerrero
Julen Guerrero López (Portugalete, 7 gennaio 1974) è un ex calciatore spagnolo, di ruolo centrocampista, commissario tecnico della nazionale spagnola Under-17.
Da calciatore, ha legato il suo nome all'Athletic Bilbao, club per il quale ha giocato dal 1982 al 2006. Ha anche rappresentato la nazionale spagnola e l'Euskal Selekzioa, la rappresentativa formata da soli giocatori baschi, del quale è il giocatore con più presenze e più reti.

## Carriera

### Club

#### Esordi
Julen entrò a far parte dell'Athletic Club all'età di 8 anni. Dopo aver svolto tutta la trafila delle giovanili del club, nella stagione 1991/92 esordisce con il Bilbao Athletic, allora in Segunda División, dove gioca 12 partite segnando 6 gol. Insieme con Aitor Karanka era uno dei titolari dell'Athletic U-19 che vinse la coppa nazionale e il campionato nel 1992. La stagione successiva esordisce in prima squadra a soli 18 anni, sotto la guida di Jupp Heynckes. Viene promosso subito titolare e, alla prima stagione, realizza 10 reti.

#### La consacrazione in campionato
Dopo l'esordio in nazionale e con l'Euskal Selekzioa, arriva la consacrazione in campionato. Nella stagione 1993-94 realizza 18 reti (suo miglior bottino di sempre), tra cui una tripletta contro l'Albacete e un poker contro lo Sporting Gijón, e viene proclamato Calciatore dell'Anno sia secondo Don Balón che secondo El País.
La stagione 1994-95 lo vede sempre ad altissimi livelli (27 presenze e 13 gol) e comincia a destare attenzioni di club di importanza europea quali Atlético Madrid, Barcelona, Juventus, Lazio, Manchester Utd e Real Madrid. In risposta a ciò, Guerrero ribadisce il suo legame inscindibile con l'Athletic Club e firma, nel 1995, un contratto dodicennale che lo legherà al club fino al 2007. Un contratto di questa durata diventa un record per la società bilbaina e Julen il giocatore più pagato in squadra.
La stagione di maggior successo è quella del 1997-98, quando i biancorossi giungono secondi nella Primera División ed ottengono una storica qualificazione alla Champions League. In quegli anni l'Inter prova ad acquistarlo, ma la società nerazzurra presentò un'offerta all'Athletic che includeva - oltre ad un conguaglio economico - anche una contropartita tecnica, ossia il centrocampista olandese Aron Winter, che però non venne accettato dalla società basca la quale, notoriamente, formava la propria rosa solo con calciatori della stessa provenienza geografica.

#### L'inizio del declino
A partire dal 2000 comincia a giocare sempre meno partite. La stagione 2000-01 lo vede scendere in campo 27 volte (di cui 25 da titolare) e la stagione 2001/02 lo vede giocare 20 volte (di cui 17 da titolare). Il fondo della sua carriera, tuttavia, lo tocca a partire dalla stagione 2002-03. Guidato da Jupp Heynckes nella stagione 2002/03 e da Ernesto Valverde (suo compagno di squadra dal 1992 al 1996) nelle stagioni 2003-04 e 2004-05, gioca in tutto 40 partite, di cui solamente 4 come titolare.

#### Ultima stagione e addio al calcio giocato
La stagione 2005-06 è la sua ultima da giocatore. Guidato da José Luis Mendilibar per le prime 9 giornate e da Javier Clemente per il resto della stagione, colleziona 17 presenze, di cui 4 da titolare. L'Athletic Club entra in un periodo di crisi di risultati e, l'11 luglio 2006, a fine stagione, Guerrero decide di lasciare il calcio giocato, anche se manca ancora un anno alla scadenza del suo contratto. Non lascia, però, l'Athletic Club, poiché entra a far parte dello staff di allenatori del settore giovanile.

### Nazionale

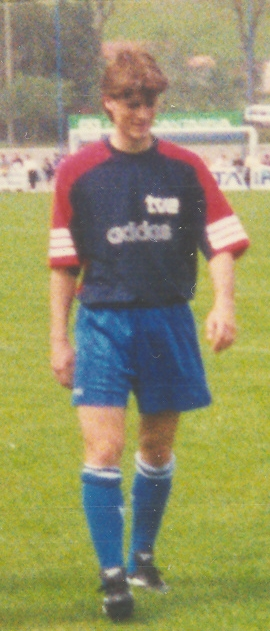
Guerrero in allenamento con la nazionale spagnola

A partire dal 1993, quando aveva solo 19 anni, Javier Clemente comincia a convocarlo nella nazionale spagnola, esordendo contro il Messico. In tutto conterà 41 presenze condite da 13 reti, di cui una al Mondiale USA '94. Sempre con il numero 8 sulle spalle, giocò per la Spagna anche il Mondiale di Francia del 1998 e l'Europeo inglese del 1996. Le sue partite più memorabili con le Furias Rojas sono state il 18 dicembre 1996 contro Malta e l'8 settembre 1999 contro Cipro, nelle quali realizzò una tripletta.
La sua ultima apparizione con la maglia della Spagna è stata l'11 ottobre 2000 nel match di qualificazione al Mondiale del 2002 contro l'Austria, terminata 1-1, concludendo la propria esperienza con la selezione iberica con 41 presenze e 13 gol.
Il 22 giugno 1993 fa il suo debutto nell'Euskal Selekzioa contro la Real Sociedad, in una partita amichevole non riconosciuta dall'EFF. Il suo esordio in una gara riconosciuta dall'EFF avviene il 22 dicembre 1993 contro la Bolivia. La partita termina 3-1 e Julen segna una rete. In tutto conterà 11 presenze e 6 reti tra il 1993 e il 2006, anno in cui disputa la sua ultima partita contro il Galles, persa per 1-0. Anche con la rappresentativa basca riesce a mettere a segno una tripletta, il 26 dicembre 1997 contro la Jugoslavia.
È il recordman di presenze (11) e reti (6) dell'Euskal Selekzioa.

### Dopo il ritiro
L'annuncio dell'addio al calcio arriva assieme alla decisione di entrare a far parte dello staff tecnico delle giovanili dell'Athletic Bilbao. Inoltre è proprietario di un ristorante a conduzione familiare e, dalla stagione 2006, è commentatore delle partite della nazionale spagnola per la Televisión Española.

## Statistiche

### Cronologia presenze e reti in nazionale
| Cronologia completa delle presenze e delle reti in nazionale ― Spagna | Cronologia completa delle presenze e delle reti in nazionale ― Spagna | Cronologia completa delle presenze e delle reti in nazionale ― Spagna | Cronologia completa delle presenze e delle reti in nazionale ― Spagna | Cronologia completa delle presenze e delle reti in nazionale ― Spagna | Cronologia completa delle presenze e delle reti in nazionale ― Spagna | Cronologia completa delle presenze e delle reti in nazionale ― Spagna | Cronologia completa delle presenze e delle reti in nazionale ― Spagna |
| Data                                                                  | Città                                                                 | In casa                                                               | Risultato                                                             | Ospiti                                                                | Competizione                                                          | Reti                                                                  | Note                                                                  |
| --------------------------------------------------------------------- | --------------------------------------------------------------------- | --------------------------------------------------------------------- | --------------------------------------------------------------------- | --------------------------------------------------------------------- | --------------------------------------------------------------------- | --------------------------------------------------------------------- | --------------------------------------------------------------------- |
| 27-1-1993                                                             | Las Palmas                                                            | Spagna                                                                | 1 – 1                                                                 | Messico                                                               | Amichevole                                                            | -                                                                     |                                                                       |
| 24-2-1993                                                             | Siviglia                                                              | Spagna                                                                | 5 – 0                                                                 | Lituania                                                              | Qual. Mondiali 1994                                                   | -                                                                     | 59’                                                                   |
| 28-4-1993                                                             | Siviglia                                                              | Spagna                                                                | 3 – 1                                                                 | Irlanda del Nord                                                      | Qual. Mondiali 1994                                                   | -                                                                     |                                                                       |
| 2-6-1993                                                              | Vilnius                                                               | Lituania                                                              | 0 – 2                                                                 | Spagna                                                                | Qual. Mondiali 1994                                                   | 2                                                                     | 35’                                                                   |
| 8-9-1993                                                              | Alicante                                                              | Spagna                                                                | 2 – 0                                                                 | Cile                                                                  | Amichevole                                                            | 2                                                                     |                                                                       |
| 22-9-1993                                                             | Tirana                                                                | Albania                                                               | 1 – 5                                                                 | Spagna                                                                | Qual. Mondiali 1994                                                   | -                                                                     | 56’                                                                   |
| 19-1-1994                                                             | Vigo                                                                  | Spagna                                                                | 2 – 2                                                                 | Portogallo                                                            | Amichevole                                                            | -                                                                     | 27’                                                                   |
| 2-6-1994                                                              | Tampere                                                               | Finlandia                                                             | 1 – 2                                                                 | Spagna                                                                | Amichevole                                                            | -                                                                     | 46’                                                                   |
| 10-6-1994                                                             | Montréal                                                              | Canada                                                                | 0 – 2                                                                 | Spagna                                                                | Amichevole                                                            | -                                                                     | 57’                                                                   |
| 17-6-1994                                                             | Dallas                                                                | Corea del Sud                                                         | 2 – 2                                                                 | Spagna                                                                | Mondiali 1994 - 1º turno                                              | -                                                                     | 46’                                                                   |
| 27-6-1994                                                             | Chicago                                                               | Bolivia                                                               | 1 – 3                                                                 | Spagna                                                                | Mondiali 1994 - 1º turno                                              | -                                                                     |                                                                       |
| 7-9-1994                                                              | Limassol                                                              | Cipro                                                                 | 1 – 2                                                                 | Spagna                                                                | Qual. Euro 1996                                                       | -                                                                     |                                                                       |
| 30-11-1994                                                            | Malaga                                                                | Spagna                                                                | 2 – 0                                                                 | Finlandia                                                             | Amichevole                                                            | -                                                                     | 46’                                                                   |
| 17-12-1994                                                            | Bruxelles                                                             | Belgio                                                                | 1 – 4                                                                 | Spagna                                                                | Qual. Euro 1996                                                       | -                                                                     | 56’                                                                   |
| 18-1-1995                                                             | La Coruña                                                             | Spagna                                                                | 2 – 2                                                                 | Uruguay                                                               | Amichevole                                                            | -                                                                     | 19’ 46’                                                               |
| 22-2-1995                                                             | Jerez de la Frontera                                                  | Spagna                                                                | 0 – 0                                                                 | Germania                                                              | Amichevole                                                            | -                                                                     | 46’                                                                   |
| 29-3-1995                                                             | Siviglia                                                              | Spagna                                                                | 1 – 1                                                                 | Belgio                                                                | Qual. Euro 1996                                                       | 1                                                                     | 36’                                                                   |
| 7-6-1995                                                              | Siviglia                                                              | Spagna                                                                | 1 – 0                                                                 | Armenia                                                               | Qual. Euro 1996                                                       | -                                                                     | 78’                                                                   |
| 6-9-1995                                                              | Granada                                                               | Spagna                                                                | 6 – 0                                                                 | Cipro                                                                 | Qual. Euro 1996                                                       | 1                                                                     | 77’                                                                   |
| 20-9-1995                                                             | Madrid                                                                | Spagna                                                                | 2 – 1                                                                 | Argentina                                                             | Amichevole                                                            | 1                                                                     | 56’                                                                   |
| 7-2-1996                                                              | Las Palmas de Gran Canaria                                            | Spagna                                                                | 1 – 0                                                                 | Norvegia                                                              | Amichevole                                                            | -                                                                     | 27’                                                                   |
| 24-4-1996                                                             | Oslo                                                                  | Norvegia                                                              | 0 – 0                                                                 | Spagna                                                                | Amichevole                                                            | -                                                                     | 53’                                                                   |
| 9-6-1996                                                              | Leeds                                                                 | Bulgaria                                                              | 1 – 1                                                                 | Spagna                                                                | Euro 1996 - 1º turno                                                  | -                                                                     | 51’                                                                   |
| 18-6-1996                                                             | Leeds                                                                 | Romania                                                               | 1 – 2                                                                 | Spagna                                                                | Euro 1996 - 1º turno                                                  | -                                                                     | 71’                                                                   |
| 4-9-1996                                                              | Toftir                                                                | Fær Øer                                                               | 2 – 6                                                                 | Spagna                                                                | Qual. Mondiali 1998                                                   | -                                                                     | 71’                                                                   |
| 9-10-1996                                                             | Praga                                                                 | Rep. Ceca                                                             | 0 – 0                                                                 | Spagna                                                                | Qual. Mondiali 1998                                                   | -                                                                     | 52’                                                                   |
| 13-11-1996                                                            | Santa Cruz de Tenerife                                                | Spagna                                                                | 4 – 1                                                                 | Slovacchia                                                            | Qual. Mondiali 1998                                                   | -                                                                     | 56’                                                                   |
| 14-12-1996                                                            | Valencia                                                              | Spagna                                                                | 2 – 0                                                                 | Jugoslavia                                                            | Qual. Mondiali 1998                                                   | -                                                                     | 86’                                                                   |
| 18-12-1996                                                            | Ta' Qali                                                              | Malta                                                                 | 0 – 3                                                                 | Spagna                                                                | Qual. Mondiali 1998                                                   | 3                                                                     |                                                                       |
| 12-2-1997                                                             | Alicante                                                              | Spagna                                                                | 4 – 0                                                                 | Malta                                                                 | Qual. Mondiali 1998                                                   | -                                                                     | 74’                                                                   |
| 3-6-1998                                                              | Santander                                                             | Spagna                                                                | 4 – 1                                                                 | Irlanda del Nord                                                      | Amichevole                                                            | -                                                                     | 46’                                                                   |
| 24-6-1998                                                             | Lens                                                                  | Bulgaria                                                              | 1 – 6                                                                 | Spagna                                                                | Mondiali 1998 - 1º turno                                              | -                                                                     | 70’ 73’                                                               |
| 5-6-1999                                                              | Vila-real                                                             | Spagna                                                                | 9 – 0                                                                 | San Marino                                                            | Qual. Euro 2000                                                       | -                                                                     | 74’                                                                   |
| 18-8-1999                                                             | Varsavia                                                              | Polonia                                                               | 1 – 2                                                                 | Spagna                                                                | Amichevole                                                            | -                                                                     | 71’                                                                   |
| 4-9-1999                                                              | Vienna                                                                | Austria                                                               | 1 – 3                                                                 | Spagna                                                                | Qual. Euro 2000                                                       | 3                                                                     | 87’                                                                   |
| 8-9-1999                                                              | Badajoz                                                               | Spagna                                                                | 8 – 0                                                                 | Cipro                                                                 | Qual. Euro 2000                                                       | -                                                                     |                                                                       |
| 10-10-1999                                                            | Albacete                                                              | Spagna                                                                | 3 – 0                                                                 | Israele                                                               | Qual. Euro 2000                                                       | -                                                                     | 70’                                                                   |
| 17-11-1999                                                            | Siviglia                                                              | Spagna                                                                | 0 – 2                                                                 | Argentina                                                             | Amichevole                                                            | -                                                                     | 67’                                                                   |
| 2-9-2000                                                              | Sarajevo                                                              | Bosnia ed Erzegovina                                                  | 1 – 2                                                                 | Spagna                                                                | Qual. Mondiali 2002                                                   | -                                                                     | 84’                                                                   |
| 7-10-2000                                                             | Madrid                                                                | Spagna                                                                | 2 – 0                                                                 | Israele                                                               | Qual. Mondiali 2002                                                   | -                                                                     | 86’                                                                   |
| 11-10-2000                                                            | Vienna                                                                | Austria                                                               | 1 – 1                                                                 | Spagna                                                                | Qual. Mondiali 2002                                                   | -                                                                     | 87’                                                                   |
| Totale                                                                |                                                                       | Presenze                                                              | 41                                                                    |                                                                       | Reti                                                                  | 13                                                                    |                                                                       |

## Palmarès

### Giocatore

#### Club

##### Competizioni nazionali
- Campionato spagnolo U-19: 1

Athletic Club U-19: 1992
- Coppa di Spagna U-19: 1

Athletic Club U-19: 1992

#### Individuale
- Miglior giovane spagnolo: 1

1992/93
- Miglior giocatore spagnolo: 1

1993/94